# Provincia di Mongala
La provincia di Mongala, (francese:  province de la Mongala) è una delle 26 province della Repubblica Democratica del Congo. Il suo capoluogo è la città di Lisala.
La provincia si trova nel Congo nord-orientale.
Nel precedente ordinamento amministrativo del Congo (in vigore fino al 2015) la provincia non esisteva in quanto faceva parte della più ampia Provincia dell'Equatore.

## Geografia antropica

### Suddivisioni amministrative
La provincia di Mongala, è suddivisa nelle città di Lisala (capoluogo) ed in 3 territori:
- territorio di Bongandanga, capoluogo: Bongandanga;
- territorio di Lisala, capoluogo: Lisala;
- territorio di Bumba, capoluogo: Bumba.